# Silberner Fußballschuh 1985

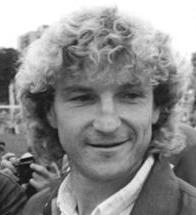
Hans-Jürgen Dörner, 1986

Mit dem Silbernen Fußballschuh 1985 wurde zum 23. Mal der DDR-Fußballer des Jahres ausgezeichnet. Die Redaktion der Zeitschrift Die neue Fußballwoche hatte eine Umfrage zur Wahl des besten Spielers der Saison 1984/85 durchgeführt, an der sich insgesamt 50 Sportredaktionen der DDR beteiligten, die auf Tippscheinen die sechs besten Fußballer mit Punkten (zehn Punkte für den Favoriten, für die weiteren Plätze absteigend sieben, fünf, drei, zwei und einen Punkt) bewertet hatten. Wie im Vorjahr und 1977 erreichte Hans-Jürgen Dörner zum dritten Mal die höchste Gesamtpunktzahl und bekam am Samstag, den 17. August 1985 im Dynamo-Stadion von Dresden vor dem Oberliga-Auftaktspiel gegen Wismut Aue den silbernen Fußballschuh als Fußballer des Jahres vom Fuwo-Chefredakteur Jürgen Nöldner überreicht.

## Ergebnis
| Rang | Name                   | Mannschaft               | Punkte |
| ---- | ---------------------- | ------------------------ | ------ |
| 01.  | Hans-Jürgen Dörner     | SG Dynamo Dresden        | 392    |
| 02.  | Andreas Thom           | Berliner FC Dynamo       | 293    |
| 03.  | René Müller            | 1. FC Lokomotive Leipzig | 292    |
| 04.  | Joachim Streich        | 1. FC Magdeburg          | 172    |
| 05.  | Jörg Weißflog          | BSG Wismut Aue           | 075    |
| 06.  | Jörg Stübner           | SG Dynamo Dresden        | 058    |
| 07.  | Ralf Minge             | SG Dynamo Dresden        | 037    |
| 08.  | Harald Mothes          | BSG Wismut Aue           | 027    |
| 09.  | Rainer Ernst           | Berliner FC Dynamo       | 013    |
| 10.  | Steffen Krauß          | BSG Wismut Aue           | 012    |
| 10.  | Uwe Weidemann          | FC Rot-Weiß Erfurt       | 012    |
| 12.  | Frank Rohde            | Berliner FC Dynamo       | 011    |
| 13.  | André Jarmuszkiewicz   | FC Vorwärts Frankfurt/O. | 008    |
| 14.  | Ulf Kirsten            | SG Dynamo Dresden        | 005    |
| 15.  | Konrad Weise           | FC Carl Zeiss Jena       | 003    |
| 15.  | Matthias Liebers       | 1. FC Lokomotive Leipzig | 003    |
| 15.  | Frank Jeske            | BSG Stahl Brandenburg    | 003    |
| 18.  | Matthias Döschner      | SG Dynamo Dresden        | 002    |
| 18.  | Wolfgang Benkert       | FC Rot-Weiß Erfurt       | 002    |
| 18.  | Bodo Rudwaleit         | Berliner FC Dynamo       | 002    |
| 21.  | Ronald Kreer           | 1. FC Lokomotive Leipzig | 001    |
| 21.  | Frank Baum             | 1. FC Lokomotive Leipzig | 001    |
| 21.  | Hans-Ulrich Grapenthin | FC Carl Zeiss Jena       | 001    |
| 21.  | Frank Pastor           | Berliner FC Dynamo       | 001    |
| 21.  | Klaus Havenstein       | BSG Chemie Böhlen        | 001    |
| 21.  | Wolfgang Steinbach     | 1. FC Magdeburg          | 001    |

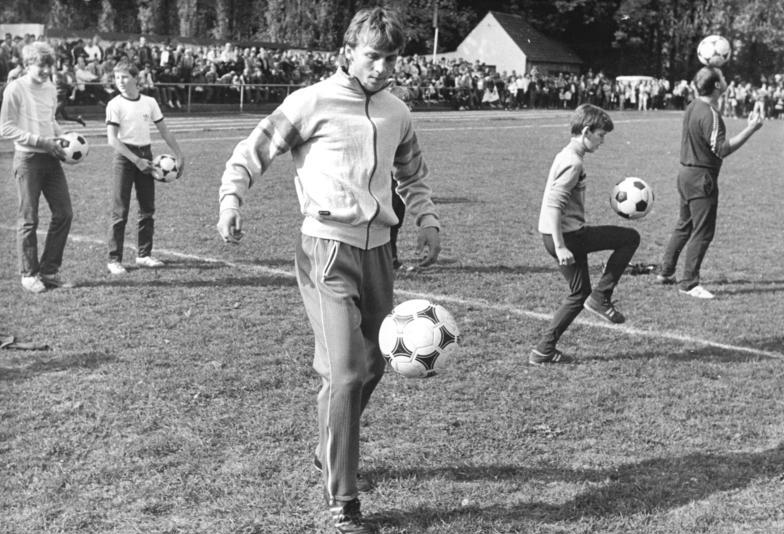
Andreas Thom, 1986
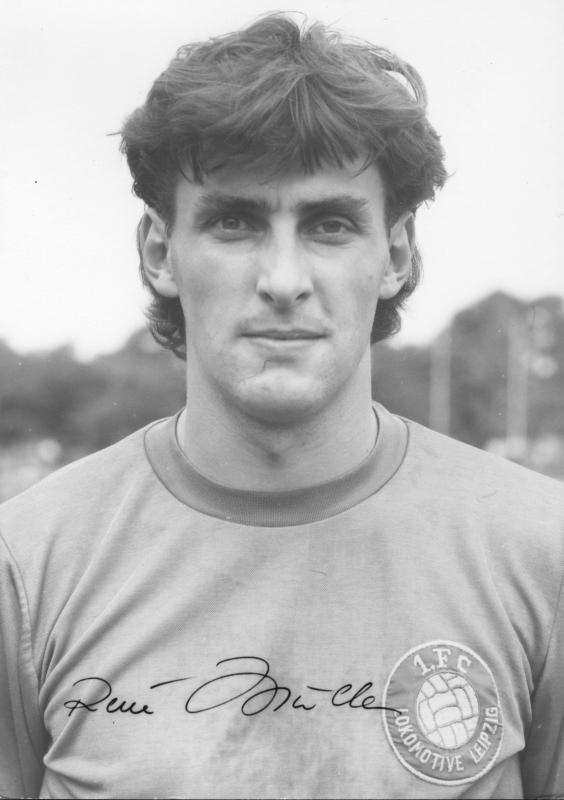
René Müller, 1985
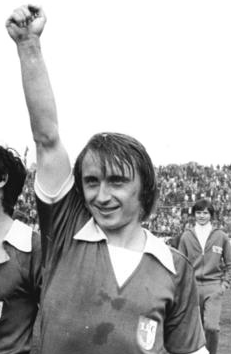
Joachim Streich, 1978
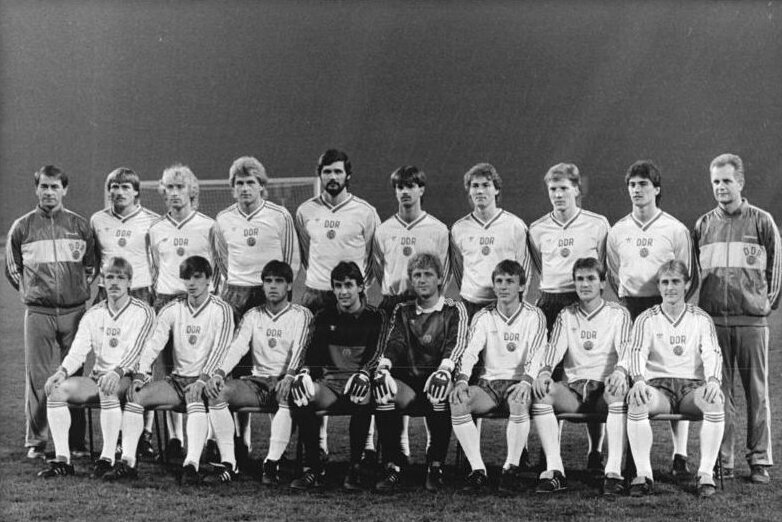
Jörg Weißflog, 1986 (unten 4. von rechts)
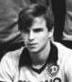
Jörg Stübner, 1986
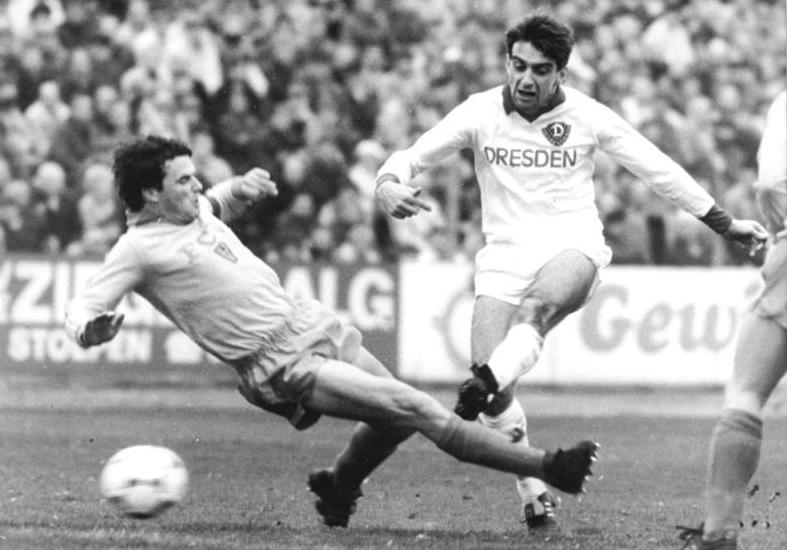
Ralf Minge, 1987 (rechts)
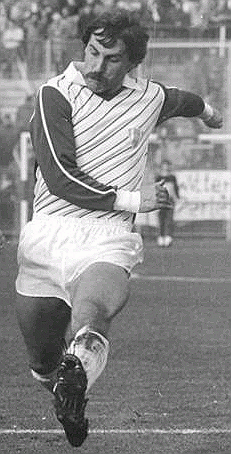
Harald Mothes, 1986
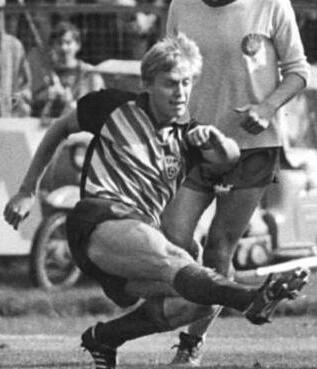
Rainer Ernst, 1987